# Орлиний щит Німецької імперії
Орлиний щит Німецької імперії (нім. Adlerschild des Deutschen Reiches) — нагорода Веймарської республіки і Третього Рейху.

## Історія
Згідно пункту 3 статті 109 Веймарської конституції, держава не могла нагороджувати орденами та іншими нагородами, однак існувала потреба у відзнаках за заслуги. Щоб не порушувати конституцію, рейхспрезидент Фрідріх Еберт 15 листопада 1922 року заснував Орлиний щит як почесну відзнаку, а не як державну нагороду. Щит вручали діячам культури, мистецтва, економіки, гуманітарних і природничих наук. Дизайн щита розробив скульптор Йозеф Бакерле.

### Нагороджені

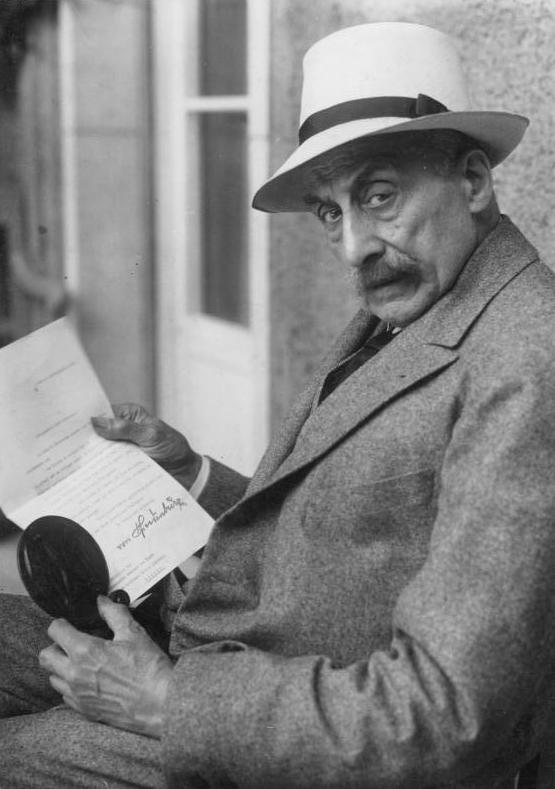
Макс Ліберман з Орлиним щитом.

В часи Веймарської республіки нагороду отримали 21 особа:
1. Гергарт Гауптман (15 листопада 1922)
2. Пауль Вагнер (7 березня 1923)
3. Гаррі Плате (28 серпня 1925)
4. Еміль Варбург (9 березня 1926)
5. Адольф фон Гарнак (7 травня 1926)
6. Макс Ліберман (20 липня 1927)
7. Макс Планк (23 квітня 1928)
8. Ганс Дельбрюк (11 листопада 1928)
9. Ульріх фон Віламовіц-Меллендорф (22 грудня 1928)
10. Вільгельм Каль (17 червня 1929)
11. Луйо Брентано (18 грудня 1929)
12. Оскар фон Міллер (7 травня 1930)
13. Фрідріх Шмідт-Отт (4 червня 1930)
14. Теодор Левальд (18 серпня 1930)
15. Георг Дегіо (22 листопада 1930)
16. Роберт Бош (23 вересня 1931)
17. Вальтер Сімонс (24 вересня 1931)
18. Карл Дуйсберг (25 вересня 1931)
19. Макс Зерінг (18 січня 1932)
20. Ернст Брандес (11 березня 1932)
21. Адольф Гольдшмідт (1933)

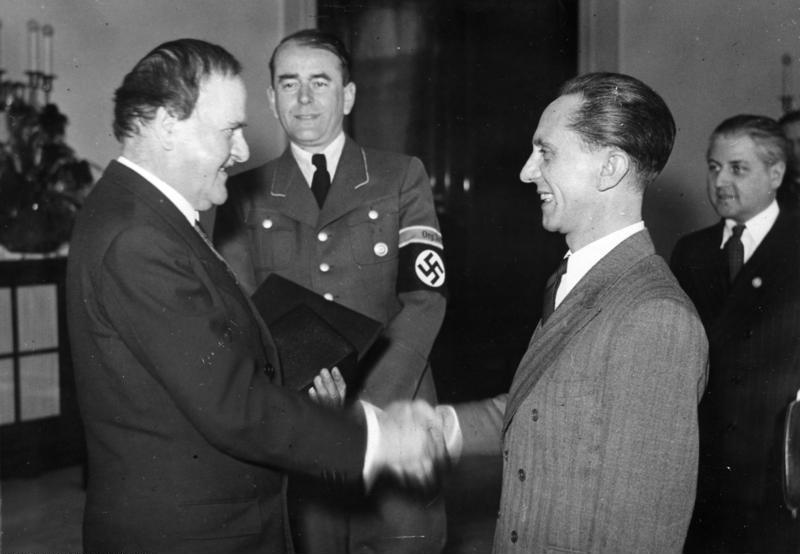
Йозеф Геббельс (праворуч) нагороджує Вільгельма Крайса (1944).

Нагорода вручалась і в часи Третього рейху. Щит отримали 44 особи:
1. Едвард Шварц (22 серпня 1933)
2. Фрідріх фон Мюллер (17 вересня 1933)
3. Вернер Кьорте (21 жовтня 1933)
4. Вільгельм Дерпфельд (26 грудня 1933)
5. Герман Штер (16 лютого 1934)
6. Райнгольд Зеберг (5 квітня 1934)
7. Гуго Гергезелль (29 травня 1934)
8. Ріхард Штраусс (11 червня 1934)
9. Адольф Шмідт (23 липня 1934)
10. Теодор Віганд (30 жовтня 1934)
11. Юліус Фрідріх Леман (28 листопада 1934)
12. Генріх Фінке (13 червня 1935)
13. Людвіг Ашоф (10 січня 1936)
14. Густав Тамман (20 квітня 1936)
15. Людольф фон Крель (25 червня 1936)
16. Еріх Маркс (17 листопада 1936)
17. Август Бір (24 листопада 1936)
18. Владімір Кеппен (28 березня 1937)
19. Еміль Кірдорф (8 квітня 1937)
20. Адольф Бартельс (1 травня 1937)
21. Бернгард Нохт (4 листопада 1937)
22. Александер Кеніг (20 лютого 1938)
23. Адальберт Черни (25 березня 1938)
24. Генрі Форд (1938)
25. Ервін Гвідо Кольбенгеєр (1938)
26. Роберт фон Остертаг (20 квітня 1939)
27. Фрідріх Карл Кляйне (14 травня 1939)
28. Альберт Піч (28 червня 1939)
29. Генріх Зонрей (19 червня 1939)
30. Юліус Дорпмюллер (24 липня 1939)
31. Артур Кампф (28 вересня 1939)
32. Карл Мук (22 жовтня 1939)
33. Густав Крупп (7 серпня 1940)
34. Пауль Кер (28 грудня 1940)
35. Генріх Шнеє (4 лютого 1941)
36. Альберт Бракман (24 червня 1941)
37. Ернст Пенсген (17 жовтня 1941)
38. Вільгельм Крайс (17 березня 1943)
39. Густав Бауер (1 жовтня 1944)
40. Герман Рехлінг (12 листопада 1942)
41. Альфред Гугенберг (3 березня 1943)
42. Ернст Рюдін (19 квітня 1944)
43. Ойген Фішер (червень 1944)
44. Пауль Шульце-Наумбург (10 червня 1944)

## Опис
Бронзова медаль діаметром 108 мм на бронзовій підставці. На аверсі зображений орел (на щиті часів Третього рейху — імперський орел із напівскладеними крилами), на реверсі — ім'я нагородженого, дата нагородження і посада, які той займав на момент нагородження. На щиті часів Третього Рейху на реверсі також був присутній напис DER FÜHRER UND REICHSKANZLER (з 1940 року — DER FÜHRER).